# Fehu Aett

Das Fehu Aett

Aettir (altnordisch  aett = Familie, Sippe) sind die Unterteilungen des altnordischen Runenalphabets in 3 Gruppen zu je acht Runen. Diese erst für die altnordischen Runen überlieferte Bezeichnung wird auch auf die älteren Runen übertragen.
Die erste Gruppe, Fehu Aett (oder Freyrs Aett), besteht im älteren Futhark aus den Runen: Fehu, Uruz, Thurisaz, Ansuz, Raidho, Kenaz, Gebo, Wunjo.